# M-DISC
M-DISC，或千年光盘（Millennial Disc）是由Millenniata公司在2009年发明的一次性写入技术。可以应用于DVD和蓝光光盘。

## 概述
M-DISC的设计目的是提供更长的媒体介质寿命。 發明M-DISC的Millenniata公司声称M-DISC的DVD光盘寿命在适当的储存环境下可達到1000年。

## 历史
M-DISC的開發商Millenniata公司由楊百翰大學教授巴里·倫特和馬修·林福德以及首席執行長亨利·奧康奈爾和首席技術長道格·漢森於2010年5月13日在猶他州的亞美利加福克共同創立。
在2016年12月，Millenniata公司正式破產。在CEO Paul Brockbank的引導下，Millenniata公司發行了可轉換債券。由於公司拖欠債務，債務持有人則擁有公司的所有資產。隨後其債務持有者成立了一家新公司以銷售M-DISC及提供相關服務，名為Yours.co。

## 材料技术
M-DISC的具体材料是商业秘密， 专利声称其数据层由惰性材料「玻璃碳」组成，熔点为200至1000 °C。

## 聲稱耐用性
根據Millenniata的資料，美國國防部轄下的Naval Air Warfare Center Weapons Division的一項測試顯示M-DISC較一般商用光碟耐用。在該測試中，被測試的光碟放置於溫度85℃、濕度85%的環境中被全光譜光照射。
根據French National Laboratory of Metrology and Testing 的加速老化測試，在90℃、濕度85%的環境下，以非機物料制成的光碟、例如M-DISC，存放250小時後仍然可以讀取內裏的資料，但讀取錯誤率高於閾值，所以被定為少於250小時。然而，數款型號、以有機物資製造的光碟在同樣測試後並不是每次讀取都能成功，相比下M-DISC的讀取錯誤率也較低。只是，相比於以玻璃製成的光碟能達致1000小時，M-DISC的耐用性仍有不少差距。

## 商业支持
M-DISC的容量與光學媒介類似，媒介有4.7 GB DVD-R、25 GB、50 GB BD-R光碟以及100 GB BD-XL光碟。由於它們缺少了反射層，即半透明性特質，第一批推出的DVD M-DISC非常難以區分光盤的可寫的光碟面。為了區分光碟的兩面並使其看起來像標準DVD媒介上的顏色，因此在M-DISC添加了顏色。
M-DISC通常在光碟機中是可讀取的，但需要特定的光碟機來燒錄M-DISC，LG，巴比祿，先鋒，華碩和光寶科技均有生產可以燒錄M-DISC的光碟機。錸德科技則生產及出售M-DISC。Verbatim亦生產聯合品牌的光碟，名為「Verbatim M-DISC」。

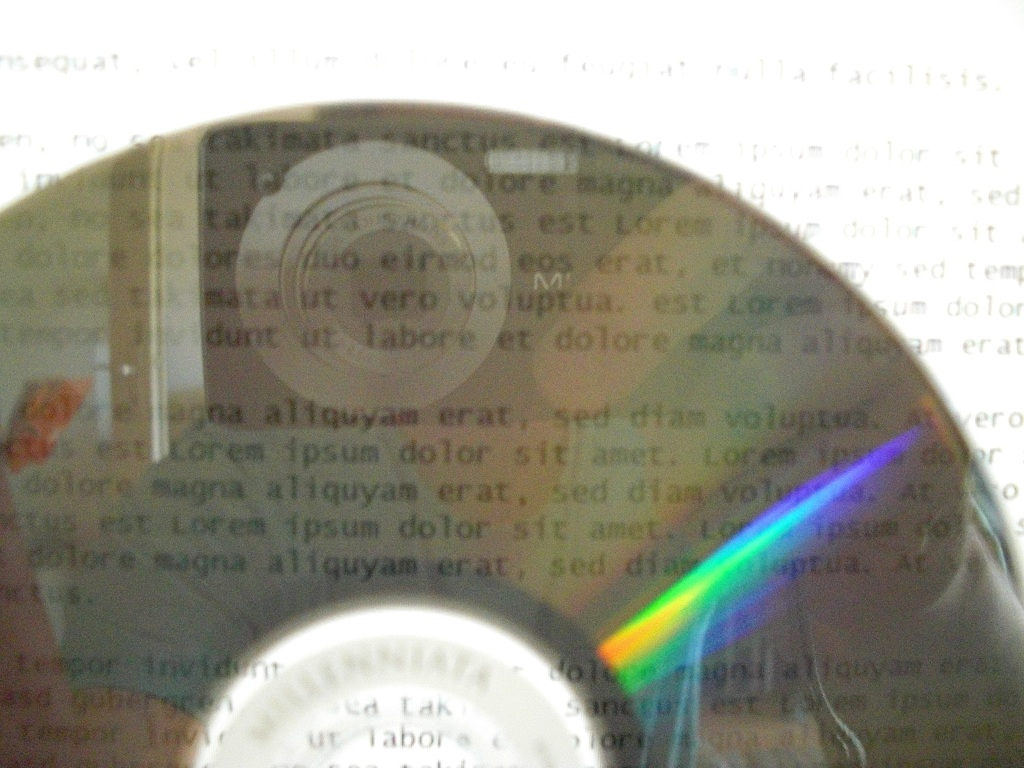
M-DISC光存储介质透明度展示
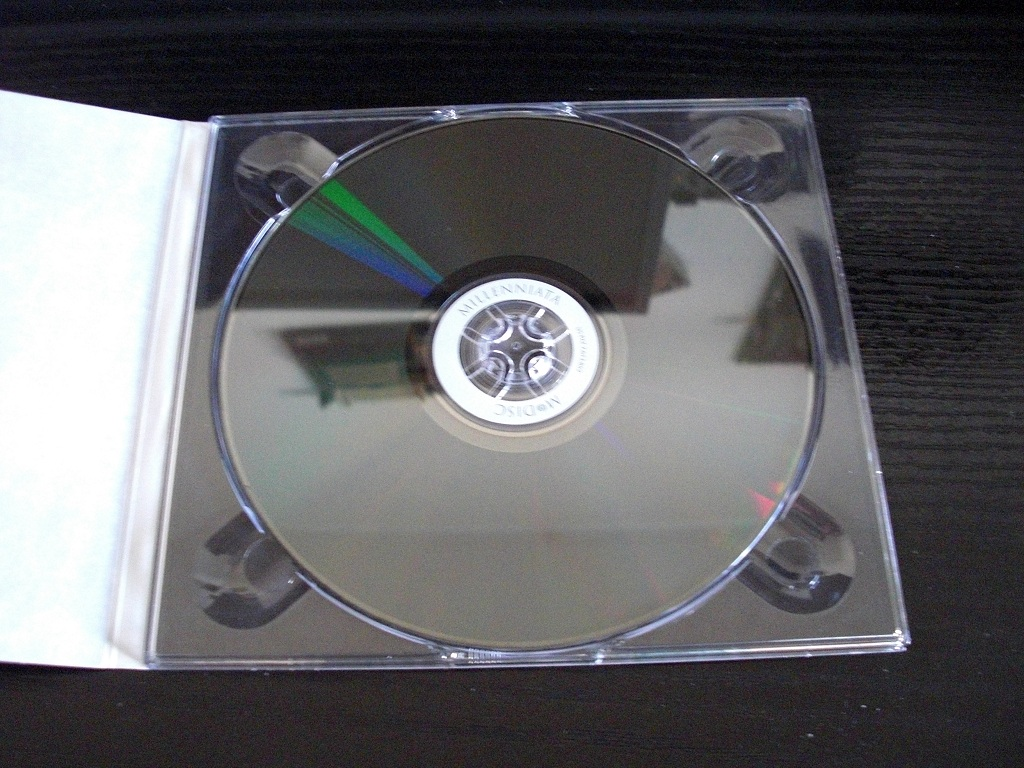
在保护壳中的M-DISC
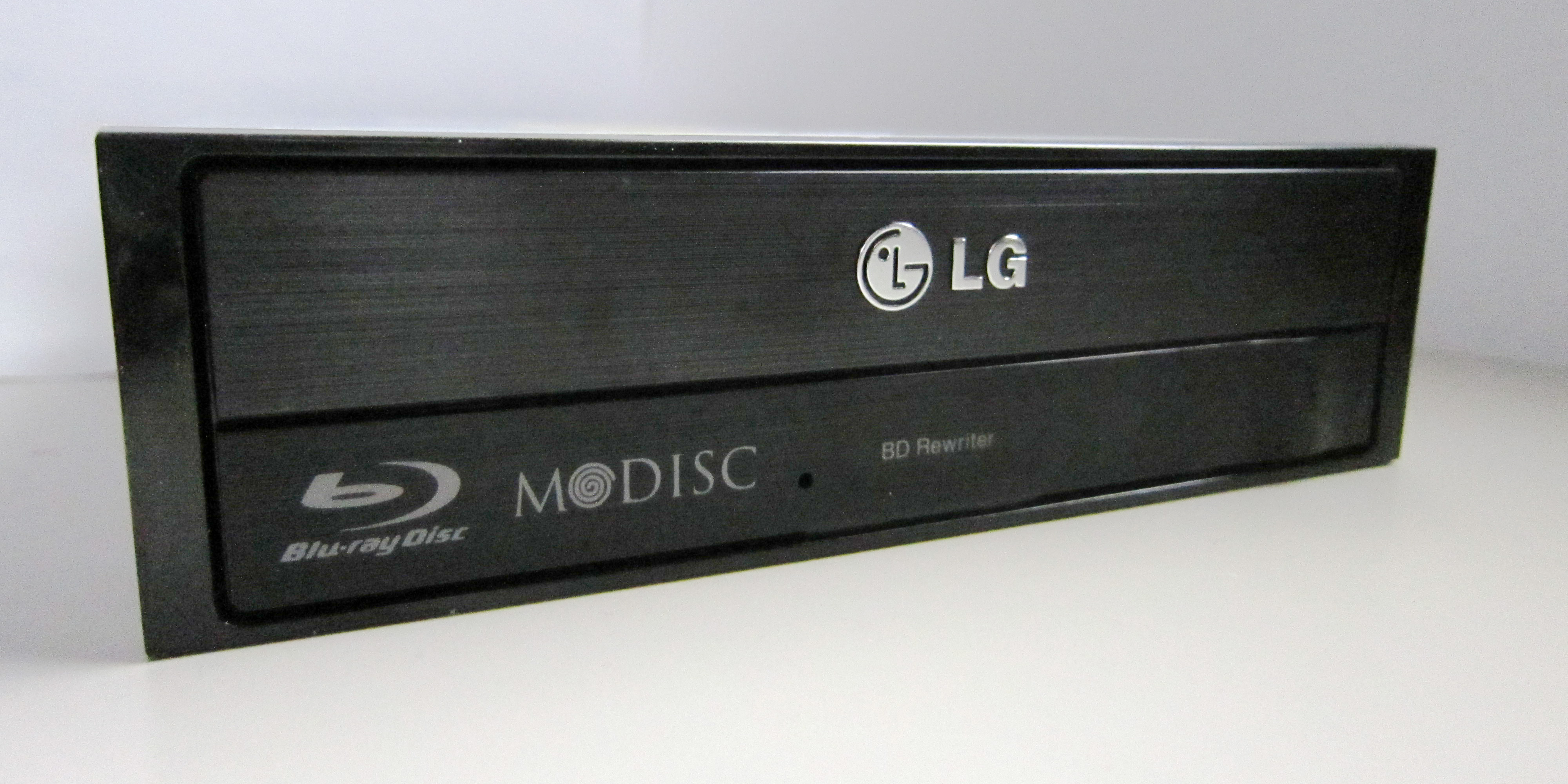
LG蓝光光驱上的M-DISC "swirl" 标志